# Dumbarton Oaks Papers
Die Dumbarton Oaks Papers (abgekürzt: DOP) sind eine seit 1941 erscheinende Zeitschrift der Dumbarton Oaks Research Library and Collection auf dem Gebiet der Byzantinistik. Sie gilt als eine der wichtigsten diesbezüglichen fachwissenschaftlichen Periodika.
Während des Zweiten Weltkriegs wurde die Veröffentlichung eingestellt, 1946 jedoch zunächst unregelmäßig wieder aufgenommen; seit Mitte der 1950er Jahre erscheinen sie jährlich. Zunächst wurden Arbeiten von Forschern veröffentlicht, die sich an der Dumbarton Oaks Research Library and Collection aufhielten, inzwischen sind sie zu einem internationalen Publikationsorgan der Byzantinistik mit einem Umfang von 300 bis 400 Seiten pro Band herangewachsen.